# Zaatzke
Zaatzke ist ein Ortsteil der amtsfreien Gemeinde Heiligengrabe im Landkreis Ostprignitz-Ruppin in Brandenburg.

## Geographie
Der Ort liegt 6 Kilometer nordöstlich von Heiligengrabe, 6 Kilometer nordwestlich von Wittstock/Dosse und 40 Kilometer nordwestlich von Neuruppin. Die Nachbarorte sind Wernikow Ausbau im Norden, Wernikow und Neu Biesen im Nordosten, Biesen im Osten, Glienicke im Südosten, Liebenthal im Süden, Maulbeerwalde im Südwesten, Könkendorf im Westen sowie Blesendorf, Ganzow und Volkwig im Nordwesten.
Zu Zaatzke gehören der Gemeindeteil Glienicke und der Wohnplatz Volkwig.

## Geschichte

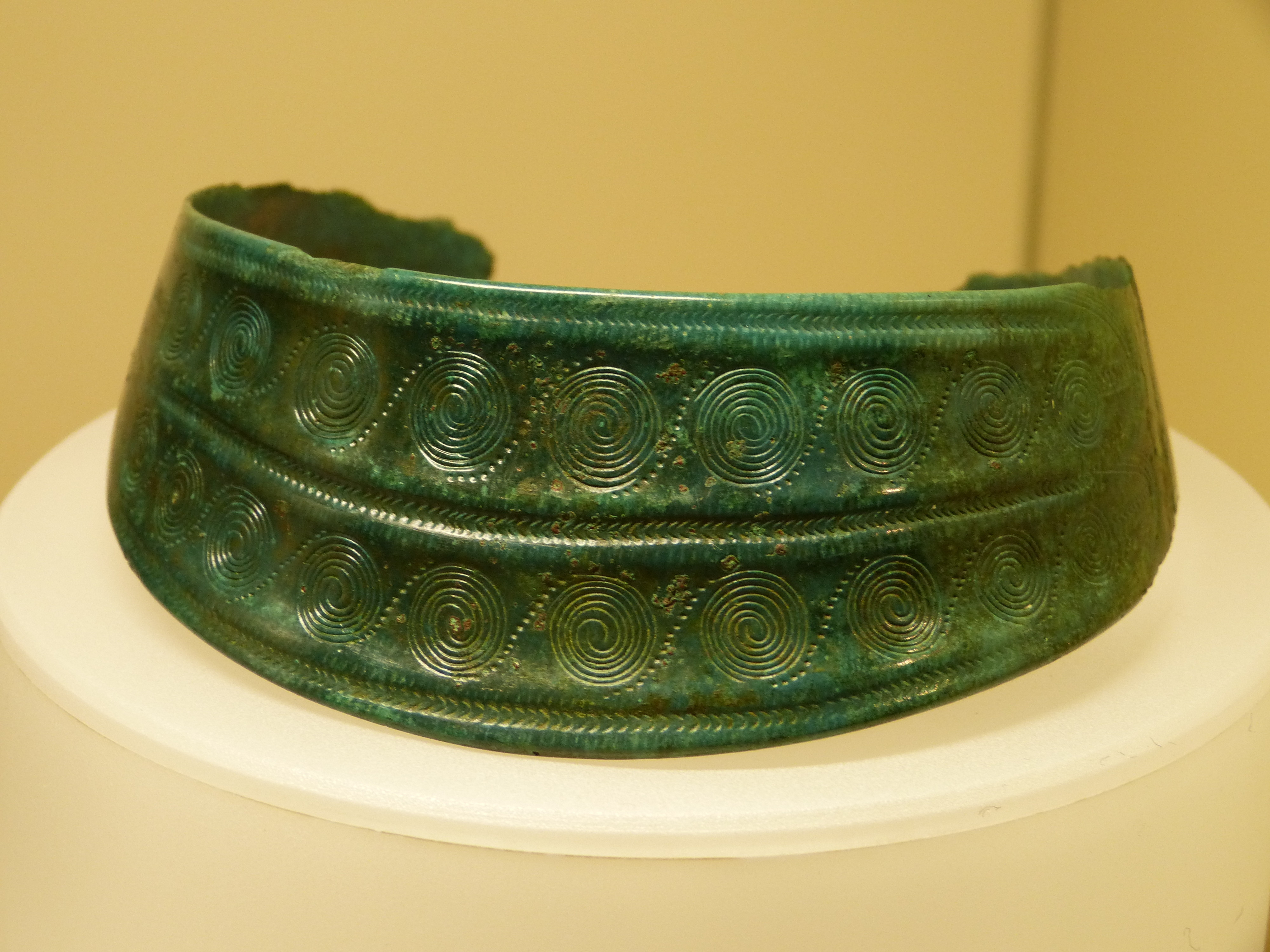
Archäologisches Fundstück – Halskragen aus Zaatzke

Die erste schriftliche Erwähnung des Ortes stammt aus dem Jahr 1319, damals in der Schreibweise in Sazig. Später finden sich zahlreiche weitere Belege mit unterschiedlichen Schreibweisen des Ortes: 1333 in Szazic, 1375 to deme Sasick, 1390 to Saczeke, 1420 tu deme Tzaczek, 1470 Czaczke, 1488 tom Szaeske, tom Czaske, 1534 van Satsche und 1540 Czaetzke.
Im Ort Zaatzke gab es einige Jahrhunderte ein Rittergut. 1647 erhielt es der kurfürstliche Leibarzt Gottfried Acidalius von Habichtsthal. Sein Enkel verkaufte es 1706, 1746 ging Zaatzke an die Familie von Guericke.  Ende des 18. Jahrhunderts war der Schloßhauptmann August Heinrich Graf Wartensleben Erb- und Gerichtsherr. Seine jüngste Tochter Eleonora Caroline wird Erbherrin auf Zaatzke und verheiratete sich mit Wilhelm von Romberg (1788–1856), dessen Familie aus dem westfälischen Adel stammte. Und so kam Zaatzke in neue Hände. Ende des 19. Jahrhunderts betrug die Größe 758 ha, davon waren 102 ha Wald. Zum Gut gehörte eine Ziegelei. Eigentümer war damals Leo (Leonhard) von Romberg, seines Zeichens u. a. Ritter des Deutschen Ordens Balley Utrecht, preußischer Kammerherr, Rittmeister a. D. und Zerenmonienmeister, verheiratet mit Imma Freiin von Eckardtstein-Falkenhagen. Der Bruder des Zaatzker Gutsherrn, Hermann von Romberg, war Vorsteher des Stifts vom Heiligen Grabe.
Bis kurz vor der großen Wirtschaftskrise 1929/1930 beinhalte das Rittergut Zaatzke mit den Vorwerken Volwig und Ganzow gesamt 1164 ha. Eigentümerinnen waren zuletzt Ida von Tilly, geborene Wegener, verwitwete Nürnberg, wieder verheiratet mit Ber(n)hard von Tilly. Ihr folgte Lilli von Randow, Tochter des früh verstorbenen Gutsbesitzers Gustav Louis Nürnberg-Zaatzke (1852–1900). Als Verwalter fungierte ihr Ehemann, der Major und Ehrenritter des Johanniterordens, Arthur von Randow (1878–1939). Das Gutsbesitzerehepaar bewohnte lange den zum Rittergut dazugehörigen Peterhof.
Vorher zum Kreis Wittstock in der Prignitz, einem Teil der Kurmark der Mark Brandenburg gehörend, kam Zaatzke im Jahr 1816 zum Kreis Ostprignitz; ab 1939 als Landkreis Ostprignitz benannt. Ab 1952 gehörte der Ort zum Kreis Wittstock im Bezirk Potsdam.
Die Gemeinde Glienicke wurde am 1. Mai 1974 nach Zaatzke eingemeindet.
Die Gemeinde Zaatzke verlor am 26. Oktober 2003 durch Eingemeindung in die Gemeinde Heiligengrabe ihre politische Selbständigkeit.